# Fleboclisis
La fleboclisis o venoclisis es la inyección por vía venosa al torrente sanguíneo de sustancias líquidas, gota a gota, a través de un catéter periférico.·
Sus aplicaciones incluyen administración de fluidos endovenosos, suplementación nutricional, terapia medicamentosa, transfusiones de productos sanguíneos y flebografías (con fines diagnósticos).